# Ghiacciaio Irvine
Il ghiacciaio Irvine (in inglese Irvine Glacier) è un ghiacciaio lungo circa 74 km situato sulla costa di Lassiter, nella parte orientale della Terra di Palmer, in Antartide. Nel suo percorso, il ghiacciaio fluisce in direzione sud-est passando tra la dorsale Guettard e la dorsale RARE fino ad entrare nella parte settentrionale dell'insenatura di Gardner.

## Storia
Il ghiacciaio Irvine è stato scoperto durante una ricognizione aerea effettuata nel corso della Spedizione antartica di ricerca Ronne, 1947-48, comandata da Finn Rønne, ed è stato così battezzato da quest'ultimo in onore di George J. Irvine di Fort Belvoir, in Virginia, che organizzò il programma fotografico della spedizione.